# Contact Theatre

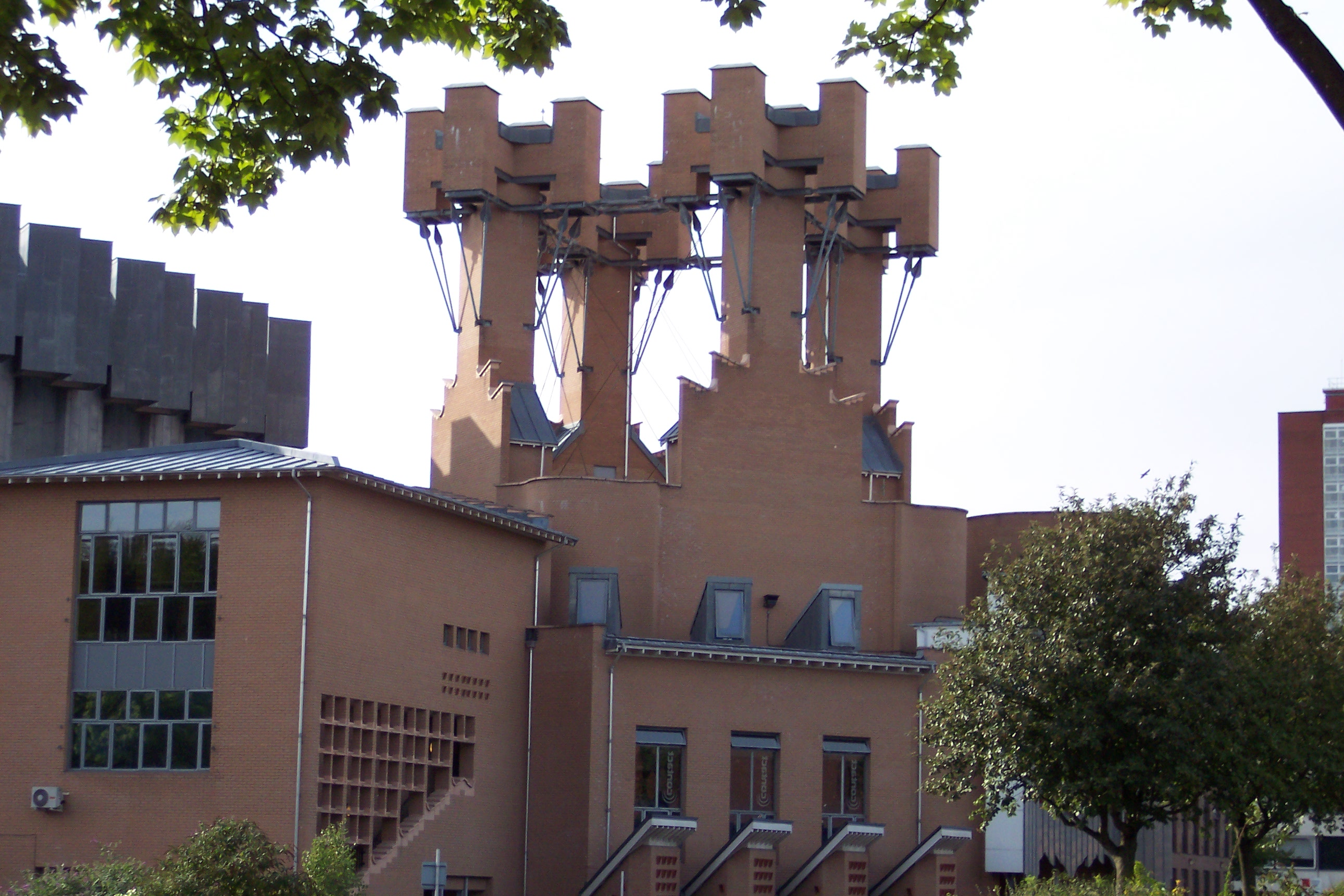
Contact théâtre.

Contact est une salle de Manchester destinée à accueillir toute sorte d'évènements. Il s'agissait à l'origine d'un théâtre mais depuis 1999 elle a été modifiée pour recevoir divers évènements, notamment pour les jeunes.